# Zilog Z8000

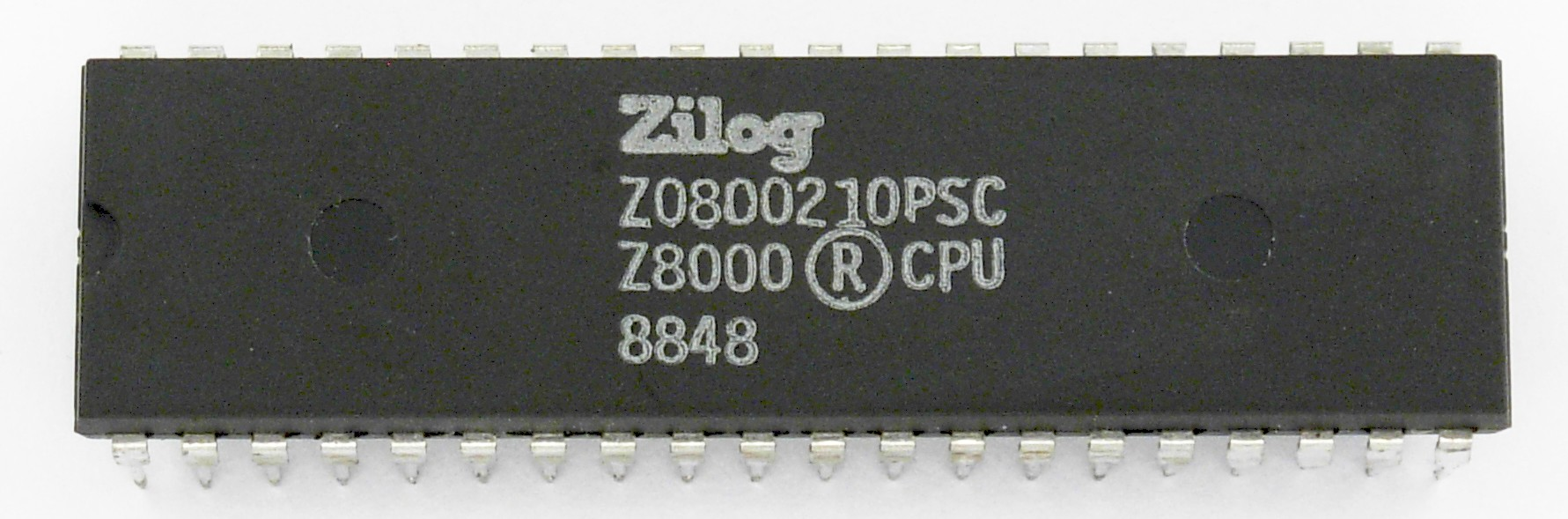
Zilog Z8002 im 40-poligen DIP

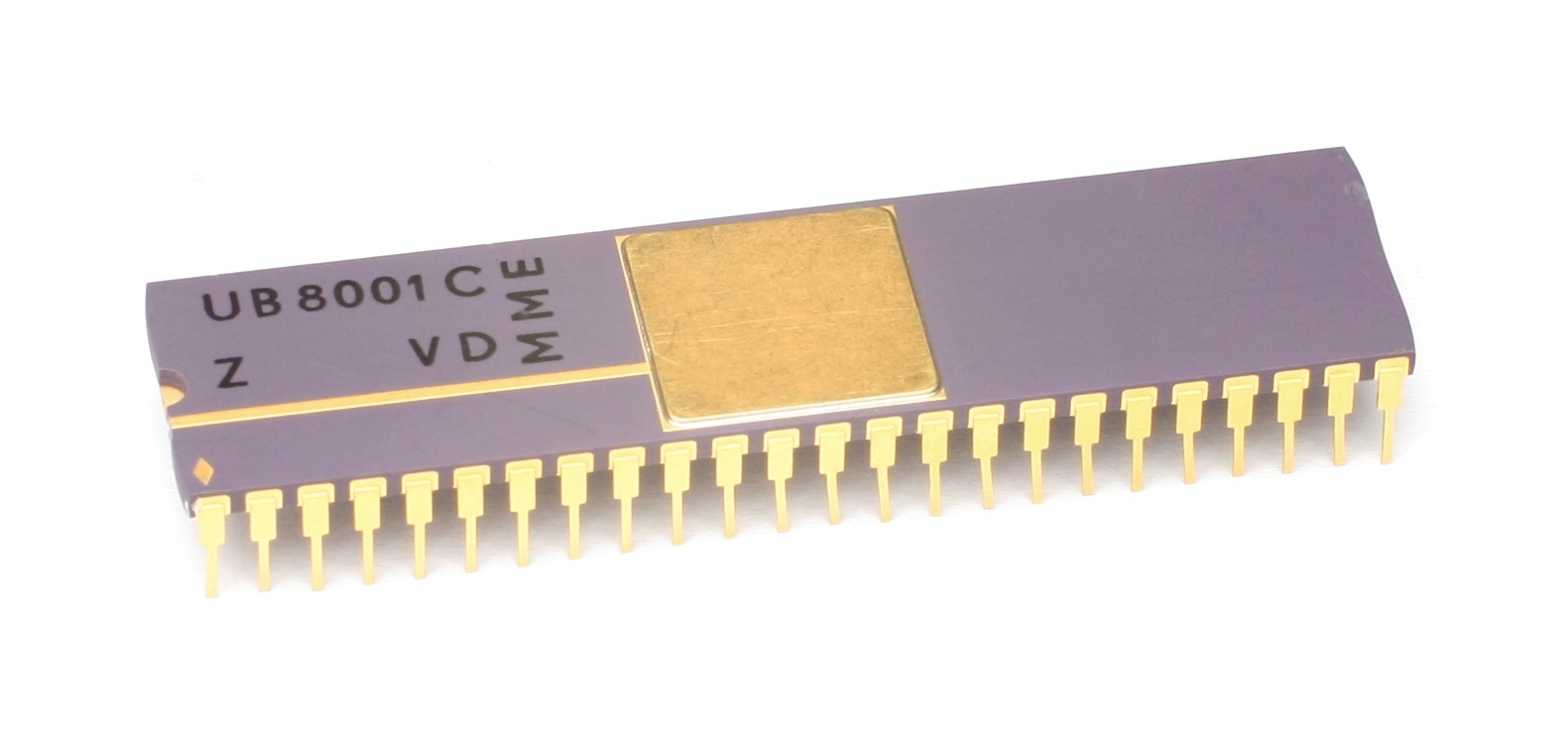
DDR-Nachbau MME UB8001C

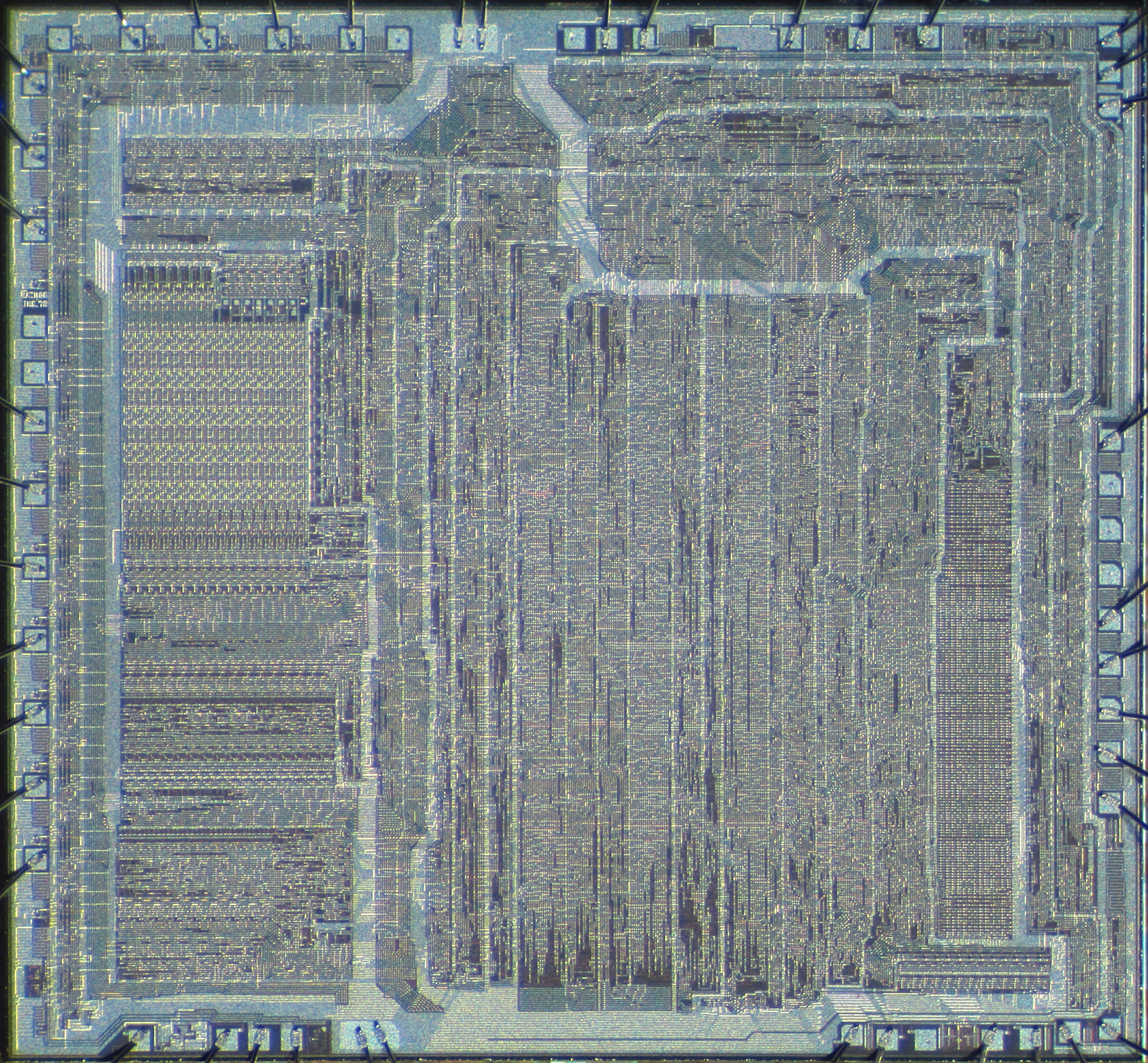
Die eines Zilog Z8002 (Z8002A CS)

Der Prozessor Zilog Z8000 wurde 1979 kurz nach dem Intel 8086 vorgestellt. Er wurde auch in der DDR unter den Namen U8001/U8002 nachgebaut und ab 1984 angeboten.
Der Zilog Z8000 ist ein 16-Bit-Prozessor mit 16 16-Bit-Registern. Er bietet erweiterte 32-Bit-Multiplizier- und -Dividierbefehle und einen DRAM-Refreshing-Schaltkreis, der allerdings als langsam gilt. Es gibt getrennte Verarbeitungsmodi für das Betriebssystem und für Anwendungsprogramme, um für letztere den Zugriff auf spezielle Speicherbereiche zu verhindern.
Die Speicheradressierbarkeit fällt je nach Modell unterschiedlich aus: Der Z8001 kann durch segmentierte Adressierung 8 MB und der Z8002 nur 64 KB adressieren. Durch eine externe MMU (Memory Management Unit) im Modell Z8010 kann der Adressraum auf 48 MB ausgeweitet werden.
Die maximal zulässige Taktrate beträgt 4 bis 10 MHz.
Wegen anfänglicher Fehler konnte sich der Prozessor nicht durchsetzen und wurde im Gegensatz zu seinem Vorgänger Z80 nur in wenigen Computern, wie z. B. dem Commodore 900 oder Olivetti M20, verbaut. Außerdem wurde er im Steuer- und Zielsystem des Tomahawk-Marschflugkörpers und im Arcade-Spiel Pole Position eingesetzt. In der DDR kam er als U8001 im P8000 zur Anwendung.
Mitte der 1980er Jahre wurden im Wesentlichen fünf 16-Bit-Prozessoren am Markt angeboten (intern arbeiten diese teilweise auch mit 32 Bit, das für die Schaltungskomplexität entscheidende Businterface war aber 16 Bit groß): der i8086 von Intel, der 68000 von Motorola, Zilogs Z8000, National Semiconductors NS32016 und der TMS 9900 von Texas Instruments. Die Nicht-Intel-Anbieter konnten die Marktdominanz von Intel trotz guter Prozessorarchitektur nicht aufhalten, da der PC-Markt durch IBM vorbestimmt war. Zilog hatte sich aus Zeitgründen entschieden, den Befehlssatz des Z8000 festverdrahtet zu realisieren und nicht – wie z. B. Motorola – durch Mikroprogrammierung. Die Korrektur von Konstruktionsfehlern nahm dadurch erheblich mehr Zeit in Anspruch als bei den Wettbewerbern, so dass viele Kunden absprangen und zu Wettbewerbern wechselten. TI kam generell zu spät und hatte daher keinen Markterfolg.
Der Nachfolgetyp des Z8000 ist der Z80000.